# 全缘钓宫灯
全缘钓宫灯，也叫红提灯、姬紅提灯、紅姬提灯，是景天科伽蓝菜属肉質植物，原产于马达加斯加，作為觀賞植物栽培。其杂交栽培品种钓鱼竿宫灯、小宫灯长寿花也常见栽培。

## 形態
茎常匍匐地面，被腺毛。葉對生，全缘，偶尔尖端有1-3凹缺。花梗、花萼被腺毛，花冠紅色，花筒膨大下垂，外型像燈籠。

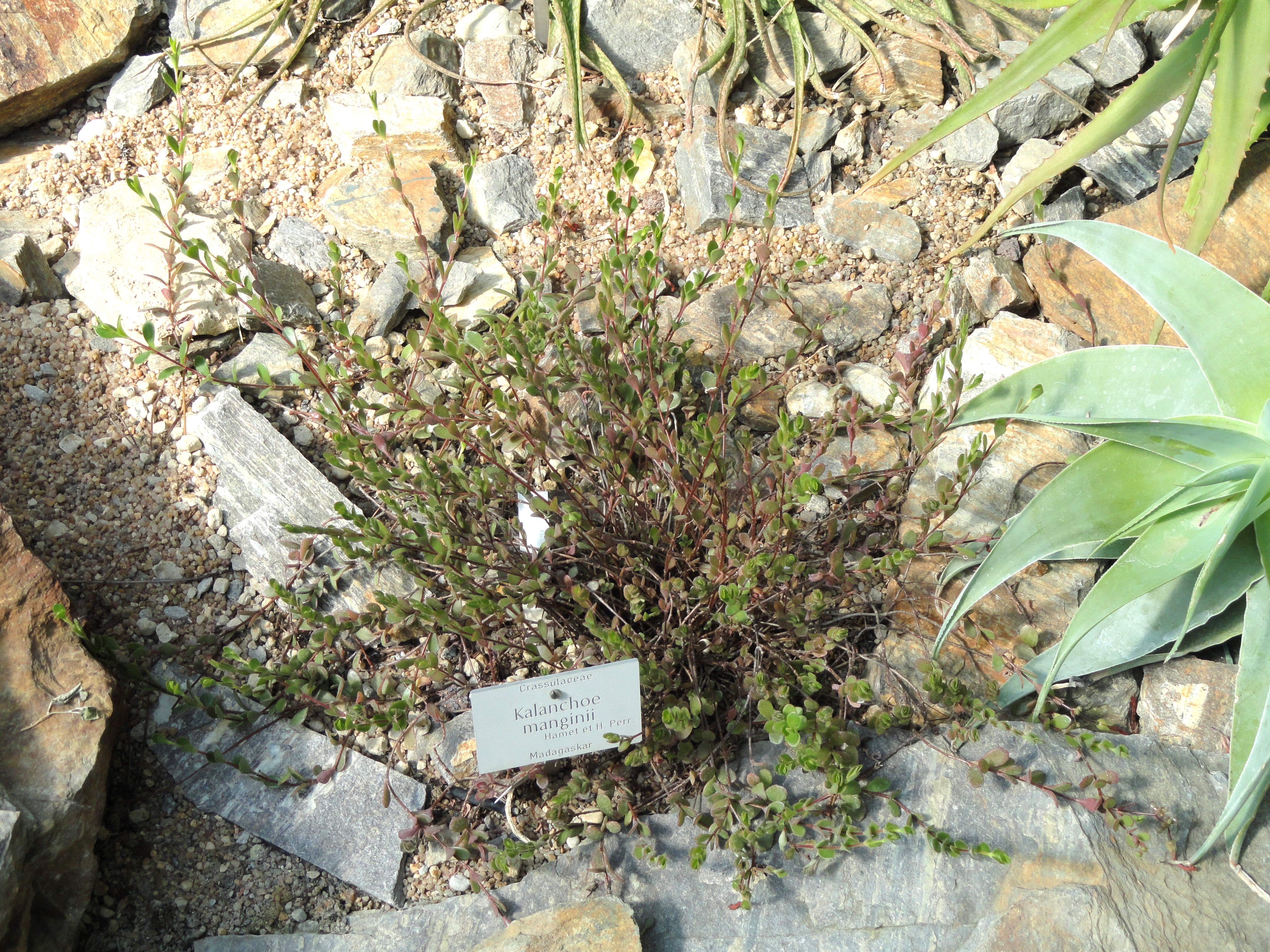
植株
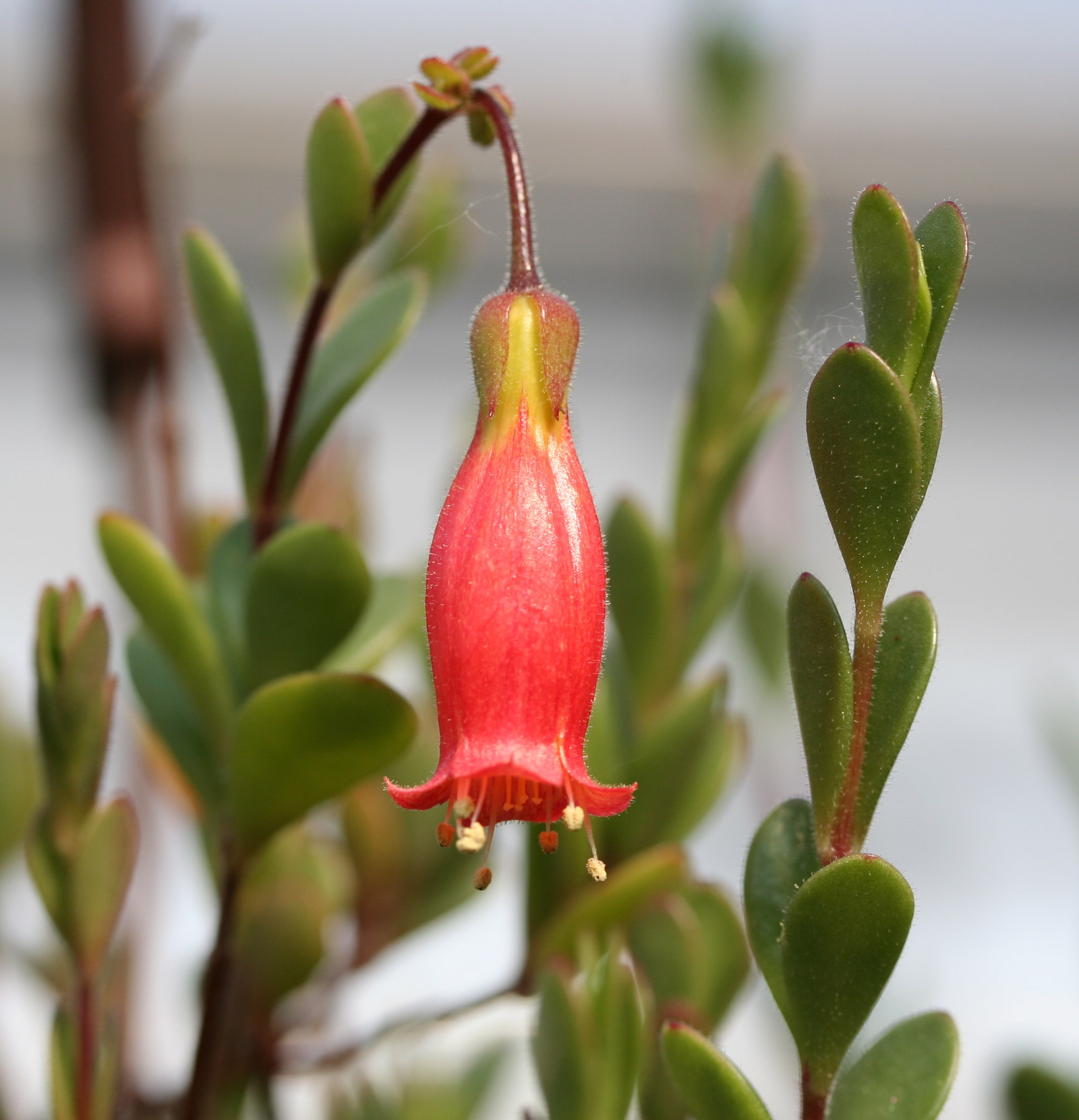
花和葉
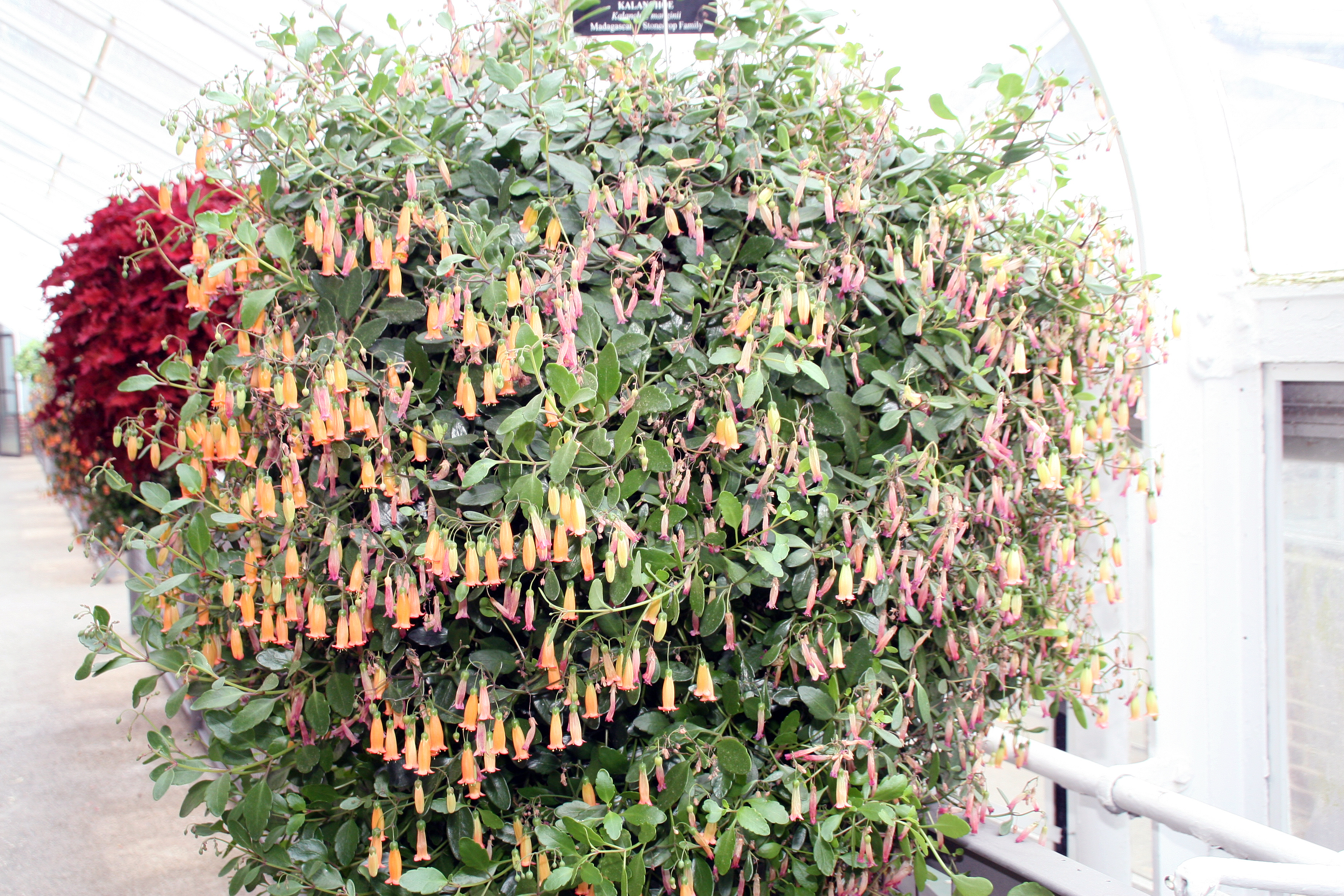
杂交品种钓鱼竿宫灯
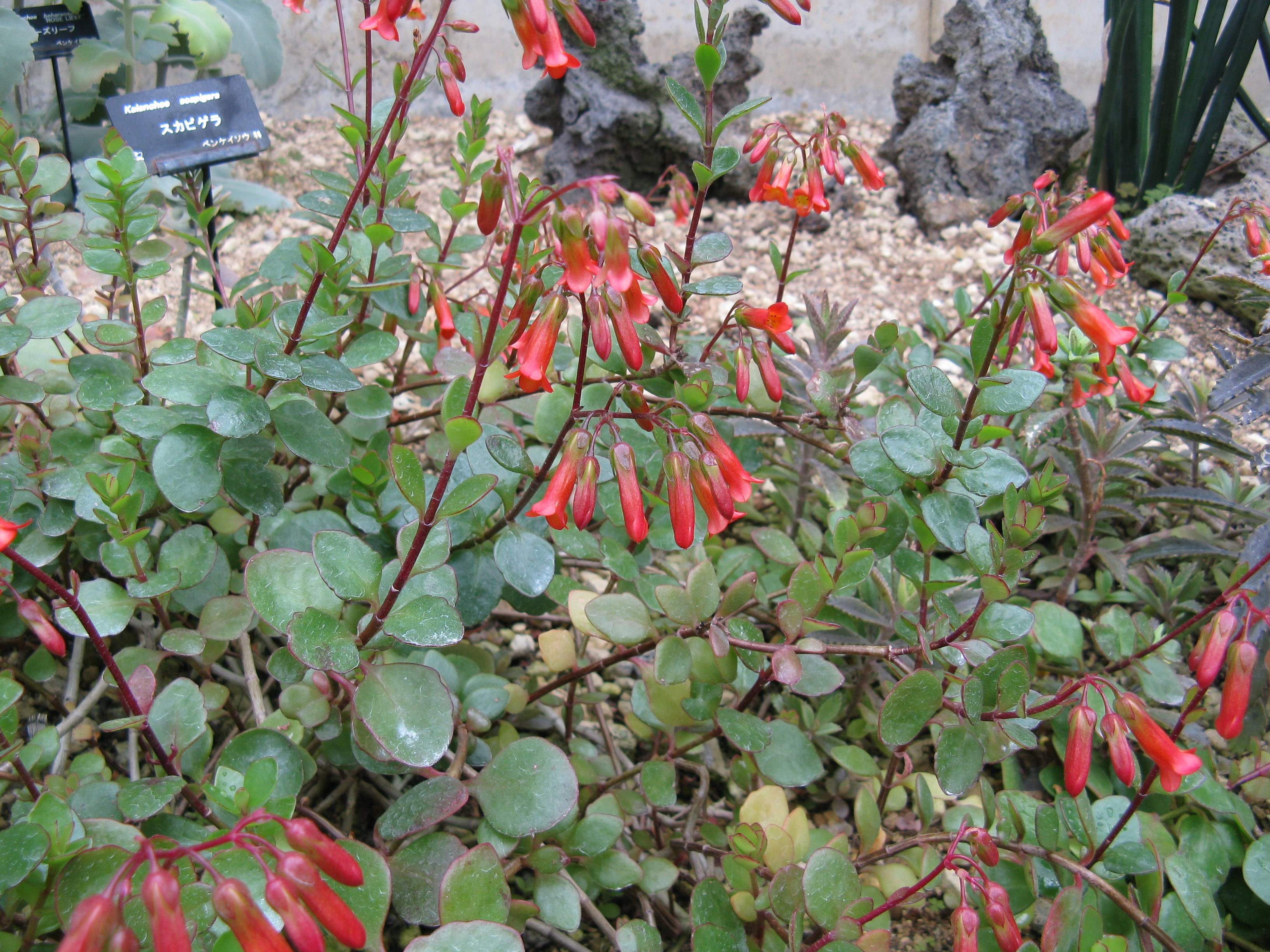
杂交品种小宫灯长寿花